# 오드 BK
오드 BK(Odd Ballklubb)는 1894년 3월 31일에 창단된 노르웨이 시엔의 축구 클럽으로, 현재 OBOS 리가엔에서 활동하고 있다. 노르웨이 리그 컵에서 12회 우승기록을 가지고 있으며, 로센보르그와 함께 최다 우승팀이다.
오드는 1885년에 설립된 종합 스포츠 클럽인 IF 오드의 축구팀으로 IF 오드가 설립되고 9년뒤인 1894년에 만들어졌다. 본래 IF 오드는 주로 체조팀이 주력이었으며 노르딕 스키, 육상 경기팀 등이 있었으나 현재 축구를 제외한 다른 스포츠 팀들은 운영하고 있지 않으며 노르웨이에서 가장 오래된 축구 클럽으로 남아있다.

## 성적
- 티펠리겐
  - 준우승 2회 (1950-51, 1956–57)

- 노르웨이 컵
  - 우승 12회 (1903, 1904, 1905, 1906, 1913, 1915, 1919, 1922, 1924, 1926, 1931, 2000)
  - 준우승 8회 (1902, 1908, 1909, 1910, 1921, 1937, 1960, 2002)

## 선수 명단

### 현역
- 미하일로 이반체비치(2024 ~ )